# Лазарев, Александр Алексеевич
Александр Алексеевич Лазарев (род. 22 марта 1958, Казань) — российский учёный-математик, известный специалист в областях теория расписаний, комбинаторика, методы оптимизации, д.ф.м.н. (2008), профессор (2010). Также известен как преподаватель (профессор) физфака МГУ и кафедры высшей математики на факультете экономики НИУ ВШЭ (с 1 сентября 2009 г.).

## Биография
Александр Лазарев родился 22 марта 1958 в Казани. Закончил Казанский университет (мехмат и ВМК) (1980) по специальности «Прикладная математика».
В 1990 году в Институте математики АН БССР (Минск) защитил диссертацию на тему «Эффективные алгоритмы решения некоторых задач теории расписаний для одного прибора с директивными сроками обслуживания требований» на степень кандидата физико-математических наук (01.01.09).
В начале 2000-х годов переезжает в Москву в докторантуру ВЦ РАН, где в 2008 году защитил диссертацию «Методы и алгоритмы решения задач теории расписаний для одного и нескольких приборов и их применение для задач комбинаторной оптимизации» на степень доктора физико-математических наук (01.01.09).
Позже переходит в ИПУ РАН, где на 2021 г. является по должности главным научным сотрудником.

## Область научных интересов
Теория расписаний, комбинаторика, методы оптимизации, дискретное программирование, технический анализ рынка ценных бумаг, параллельные вычисления.

## Преподавательская деятельность
В начале 2000-х несколько лет преподавал на факультете управления и прикладной математики МФТИ, где подготовил и обнародовал учебное пособие по курсу теории расписаний.
С 1 сентября 2009 г. преподаёт по совместительству в должности профессора
- на кафедре физико-математических методов управления Отделения прикладной математики физфака МГУ[1] и
- на кафедре высшей математики на факультете экономики НИУ ВШЭ[2].

Среди его трудов есть ряд учебных и методических пособий по специализации (см. библиографию).
Признавался «Лучшим преподавателем по НИУ ВШЭ» в 2016, 2012, 2011 годах.

### Книги и брошюры
- Теория расписаний. Минимизация суммарного запаздывания для одного прибора / А. А. Лазарев, Е. Р. Гафаров ; Российская акад. наук, Вычислительный центр им. А. А. Дородницына. — Москва : Вычислительный центр им. А. А. Дородницына РАН, 2006 (ВЦ РАН). — 133, [1] с.
- Теория расписаний. Исследование задач с отношениями предшествования и ресурсными ограничениями / А. А. Лазарев, Е. Р. Гафаров. — Москва : Вычислительный центр им. А. А. Дородницына Российской акад. наук (ВЦ РАН), 2007. — 78, [1] с.
- Теория расписаний. Минимизация максимального временно́го смещения и суммарного взвешенного числа запаздывающих требований для одного прибора / А. А. Лазарев, Р. Р. Садыков; Российская акад. наук, Вычислительный центр им. А. А. Дородницына. — Москва : Вычислительный центр им. А. А. Дородницына Российской акад. наук, 2007. — 134, [1] с.
- Лазарев А. А. Теория расписаний. Оценки абсолютной погрешности и схема приближённого решения задач теории расписаний. Учебное пособие. (ИПУ РАН, МФТИ) — М.: МФТИ, 2008. — 222 c. ISBN 978-5-7417-0257-4
- Лазарев А. А., Мусатова Е. Г., Гафаров Е. Р., Кварацхелия А. Г. Теория расписаний. Задачи железнодорожного планирования. М.: ИПУ РАН, 2012. 92 с. ISBN 978-5-91450-102-7.
- Лазарев А. А. Теория расписаний. Методы и алгоритмы. М.: ИПУ РАН, 2019. — 408 с. 100 шт. ISBN 978-5-91450-236-9.
- и др.

### Избранные статьи
- Гафаров Е. Р., Лазарев А. А., Werner F. Approximability results for the resource-constrained project scheduling problem with a single type of resources // Annals of Operations Research. 2014. Vol. 213, Issue 1. P. 115—130.
- Гафаров Е. Р., Лазарев А. А., Werner F. A note on the paper 'Single machine scheduling problems with financial resource constraints: Some complexity results and properties' by E.R. Gafarov et al. // Mathematical Social Sciences. 2013. 65, No. 3. P. 232.
- Гафаров Е. Р., Лазарев А. А., Werner F. Single machine scheduling problems with financial resource constraints: some complexity results and properties // Mathematical Social Sciences. 2011. 62, No. 1. P. 7-13.
- Гафаров Е. Р., Лазарев А. А., Werner F. Алгоритмы решения задач максимизации суммарного запаздывания и максимизации количества запаздывающих требований для одного прибора // Автоматика и телемеханика. 2010. № 10. С. 63-79.
- Лазарев А.А. Метрики в задачах теории расписаний // Доклады Академии наук. 2010. Т.432, № 6. С. 746—749.
- Лазарев А. А., Werner F.  A Graphical Realization of the Dynamic Programming Method for Solving NP-Hard Combinatorial Problems // Computers & Mathematics with Applications. 2009. Vol. 58. С. 619—631.
- Лазарев А. А.  Оценки абсолютной погрешности и схема приближённого решения задач теории расписаний // ЖВМиМФ. 2009. Т. 49, № 2. С. 14-34.
- Гафаров Е. Р., Долгий А. Б., Лазарев А. А., Werner F. A Graphical Approach to Solve an Investment Optimization Problem // J. Math Model Algor. 2014. P. 1-18.

### Диссертации
- Лазарев, Александр Алексеевич. Эффективные алгоритмы решения некоторых задач теории расписаний для одного прибора с директивными сроками обслуживания требований : диссертация … кандидата физико-математических наук : 01.01.09 / АН БССР. Ин-т математики. — Казань, 1989. — 108 с.[3]
- Лазарев, Александр Алексеевич. Методы и алгоритмы решения задач теории расписаний для одного и нескольких приборов и их применение для задач комбинаторной оптимизации : диссертация … доктора физико-математических наук : 01.01.09; [Место защиты: Вычисл. центр РАН]. — Москва, 2007. — 426 с. : ил.[4]

## Членство в редколлегиях, учёных советах и т.д
Профессор А. А. Лазарев является:
в редколлегиях
членом редакционной коллегии в следующих изданиях
- Автоматика и телемеханика
- «Управление большими системами»,
- «Проблемы управления»,
- «Реферативный журнал ВИНИТИ (математика)»,
- «Mathematical Reviews» (USA);

в советах
- член диссертационного совета ИПУ РАН;

в оргкомитетах научных мероприятий
- член оргкомитетов ряда международных и российских конференций.